# Giardia intestinalis
Giardia intestinalis (Synonyme: G. lamblia, G. duodenalis; Lamblia intestinalis, Cercomonas intestinalis) ist ein einzelliger Parasit aus der Gattung der Giardien, der Menschen (→ Giardiasis), andere Säugetiere (→ Giardiose des Hundes, Giardiose der Katze), Amphibien, Reptilien und Vögel befällt. Benannt ist der birnen- oder löffelförmige Flagellat mit acht Geißeln nach Alfred Mathieu Giard und Vilém Dušan Lambl. Er gelangt üblicherweise über kontaminiertes Oberflächenwasser, in dem sich seine Dauerformen (Zysten) befinden, oder – seltener – über Kontakte mit Fliegen in den menschlichen Darm. Bei Katzen und Chinchillas gehört Giardia intestinalis zu den Parasiten, die bei Kotuntersuchungen am häufigsten gefunden werden.

## Merkmale
Trophozoiten sind die aktiven Formen des Einzellers im Darm und nur sie pflanzen sich fort. Sie sind oval, langgestreckt und etwa 9–20 µm lang und 5–12 µm breit. Jedes Individuum besitzt zwei Zellkerne und vier Geißelpaare, von denen zwei inmitten der Zelle und zwei weitere seitlich entspringen. Außerdem besitzen die Trophozoiten an der Ventralseite eine Haftscheibe, mit der sie sich im Darmepithel festhalten.
Zysten sind mit einer Schutzhülle versehene Dauerformen und sehr resistent gegenüber Umwelteinflüssen. Sie sind etwa 8–15 µm × 7–10 µm groß. Zysten werden von infizierten Lebewesen ausgeschieden und können bis zu vier Monate in Oberflächenwasser (etwa von Seen) überleben. Im Darm wandeln sich diese wieder in Trophozoiten um.
Besondere Merkmale von Giardia intestinalis sind:
- Giardia intestinalis besitzt keine Mitochondrien und auch keine Peroxisomen, jedoch Eisen-Schwefel-Cluster synthetisierende Mitosomen sowie Erbgut, das Mitochondriengene enthält. Man vermutet, dass Giardien ihre Mitochondrien im Laufe der Evolution wieder verloren haben.
- Das Genom ist sehr variabel. Es enthält 12 Millionen bis etwa 80 Millionen Basenpaare, die auf 8 bis 50 Chromosomen verteilt sind.
- Sexuelle Reifeteilung (Meiose) wurde noch nie beobachtet, aber es wurden Gene für diesen Prozess gefunden.
- Im Jejunum liegen nur Trophozoiten vor, aber im Ileum nur noch Cysten. Fehlendes Cholesterin ist dafür verantwortlich, dass die Trophozoitenoberfläche nicht mehr gebildet werden kann. Dies führt zur Cysten-Bildung (Encystierung).

Mit molekularbiologischen Techniken werden mittlerweile verschiedene Genotypen unterschieden. Während die Genotypen A und B offenbar ein zoonotisches Potenzial besitzen und sowohl den Menschen als auch beispielsweise Hunde und Katzen infizieren können, sind die übrigen Genotypen relativ wirtsspezifisch. Der Genotyp A wird weiter in Genotyp A1 (vorzugsweise bei Tieren), A2 (vorzugsweise Mensch) und A3 (bislang nur bei wildlebenden Huftieren nachgewiesen) unterteilt. Genotyp B kommt am häufigsten beim Menschen, Chinchillas, Rindern, Pferden und Hasen vor. Genotyp C und D kommt bei Hunden (D auch bei Katzen), Genotyp E bei Huftieren, Genotyp F bei Katzen und Genotyp G bei Nagetieren vor. Häufig kommen auch Mischinfektionen mit verschiedenen Assemblages vor. Zwischen 8 und 30 % der infizierten Tiere sind von zoonotischen Assemblages betroffen.

Lebenszyklus Giardia

## Epidemiologie
Etwa 10 % der Weltbevölkerung sind mit Lamblien infiziert. Vor allem Kinder sind hier die Betroffenen. Unter Tropenreisenden ist es die häufigste Protozoeninfektion.

## Erkrankung
Die Infektion mit Lamblien bleibt meist unbemerkt. Manchmal klagen die Patienten über einen Blähbauch, Druckschmerz rund um den Nabel und/oder Durchfälle. Auch Gewichtsverluste sind nicht selten.
Zur Therapie wird Metronidazol oder Paromomycin eingesetzt, bei Therapieversagen auch Albendazol, Nitazoxanid oder Chloroquin.

## Rechtliches
In Deutschland ist der direkte oder indirekte Nachweis von Giardia lamblia namentlich meldepflichtig nach § 7 des Infektionsschutzgesetzes, soweit der Nachweis auf eine akute Infektion hinweist. Meldepflicht besteht jedoch nicht in Österreich und der Schweiz.